# چنستوشوویتسه
چنستوشوویتسه (به لهستانی:  Częstoszowice) یک روستا در لهستان است که در گمینا کشانژ ویلکی واقع شده‌است. چنستوشوویتسه ۱۴۰ نفر جمعیت دارد.